# 瑪麗亞·東布羅夫斯卡
瑪麗亞·東布羅夫斯卡（波蘭語：Maria Dąbrowska，1889年10月6日—1965年5月19日），波蘭女作家。她曾四次获得诺贝尔文学奖提名。她将塞缪尔·皮普斯的日记翻译成波兰语。

## 经历
出生於波茲南省卡利什市附近的魯索夫村。她的父親約瑟夫·舒母斯基是個沒落的貴族，參加過1863年的抗俄一月起義，在魯索夫充當貴族莊園的總管。他共有五個子女，其中受到良好教育的只有作為長女的瑪麗亞。她的童年在農村度過，在卡利什接受初等教育，18歲時畢業於華沙一所私立中學，接著在洛桑、布魯塞爾和倫敦的大學攻讀自然科學、社會學和哲學。參加過旅居布魯塞爾的波蘭青年爭取祖國獨立的運動，曾是波蘭合作化活動分子協會的成員。1910年開始發表政論文，也是在這一個，21歲的瑪麗亞與波蘭社會黨活動家馬里安·東布羅夫斯基結婚，在夫君的引導下，東布羅夫斯卡進入了波蘭社會生活的中心。先是在國外，後來在國內她有機會置身於波蘭傑出的知識分子行列。
瑪麗亞·東布羅夫斯卡於1913年開始發表短篇小說，出版了涉及社會題材和青少年題材的短篇小說集《祖國的孩子們》（1918）、《櫻桃枝》（1922）、《童年的微笑》（1923）、彼方來的人們（1926）和生活的印記（1938）等。
1932-1934年間，東布羅夫斯卡發表了她的代表作，四部曲黑夜與白晝。這部充分體現了作家創作技巧嫺熟和思想深刻的具有史詩意義的鴻篇巨製，使她成為蜚聲世界文壇的女作家。第二次世界大戰結束後，她發表了短篇小說集晨星（1955）、中篇小說鄉村婚禮（1955）和長篇小說一個沉思者的奇遇（1970）。她還寫過兩部歷史劇、四部兒童故事集以及大量政論文、文學評論和遊記。她曾兩次獲得國家一等文學獎（1934、1955）。她的作品被翻譯成了近20種外語。